# Tulane University Law School
Tulane University Law School ou Tulane Law é a escola jurídica da Universidade de Tulane. Está localizada no campus do Surbubio de Tulane em Nova Orleães, Luisiana. Estabelecida em 1847, é a décima segunda mais antiga escola jurídica dos Estados Unidos.

## Renovações nas instalações
Em 2006, a escola jurídica de Tulane planejou uma aumento de área de 13 mil pés (o que equivale à 3.962,4 metros quadrados) e uma renovação do projeto para trazer o Escritório de Desenvolvimento de Carreira (do inglês: Career Development Office) para o sala Weinmann Hall. Como nenhum trabalho realizado desde então, também não há notas oficiais de qualquer cancelamento acercas das renovações prometidas.

## Serviços de desenvolvimento de carreiras
O Escritório de Desenvolvimento de Carreiras (do inglês: Career Development Office) tem cinco conselheiros de carreiras. A escola jurídica de Tulane também tem um Escritório coordenador.

## Posições e recomendações
- Em março de 2018, a "Law.com" posicionou a Tulane Law como a trigésima entre cinquenta listadas na lista "The Top 50 Go-To Law Schools".[4]
- A Tulane Law foi posicionada em trigésima sétima na categoria "Escola Jurídica" de cem listadas para o ano de 2018, no qual inclui confia sobre uma avaliação qualitativa.[5]
- A lista de 2015 da "The U.S. News & World Report" colocou a Tulane Law na posição de quadragésima sexta.[6] Em uma lista mais recente, lançada em 2017, colocou Tulane Law School na posição de quinquagésima primeira.[7]
- A lista da "The Leiter Law School", conduzida em 2010, pôs a Tulane Law na posição trigésima oitava, baseado em um estudo sobre qualidade.[8]
- A lista da Hylton Law School, conduzida em 2006, pôs a Tulane Law em trigésimo nono.[9]